# Pomer
|  | Per a altres significats, vegeu «Pomera». |

Pomer és un municipi d'Aragó a la província de Saragossa i enquadrat a la comarca d'Aranda.